# Comédie élisabéthaine

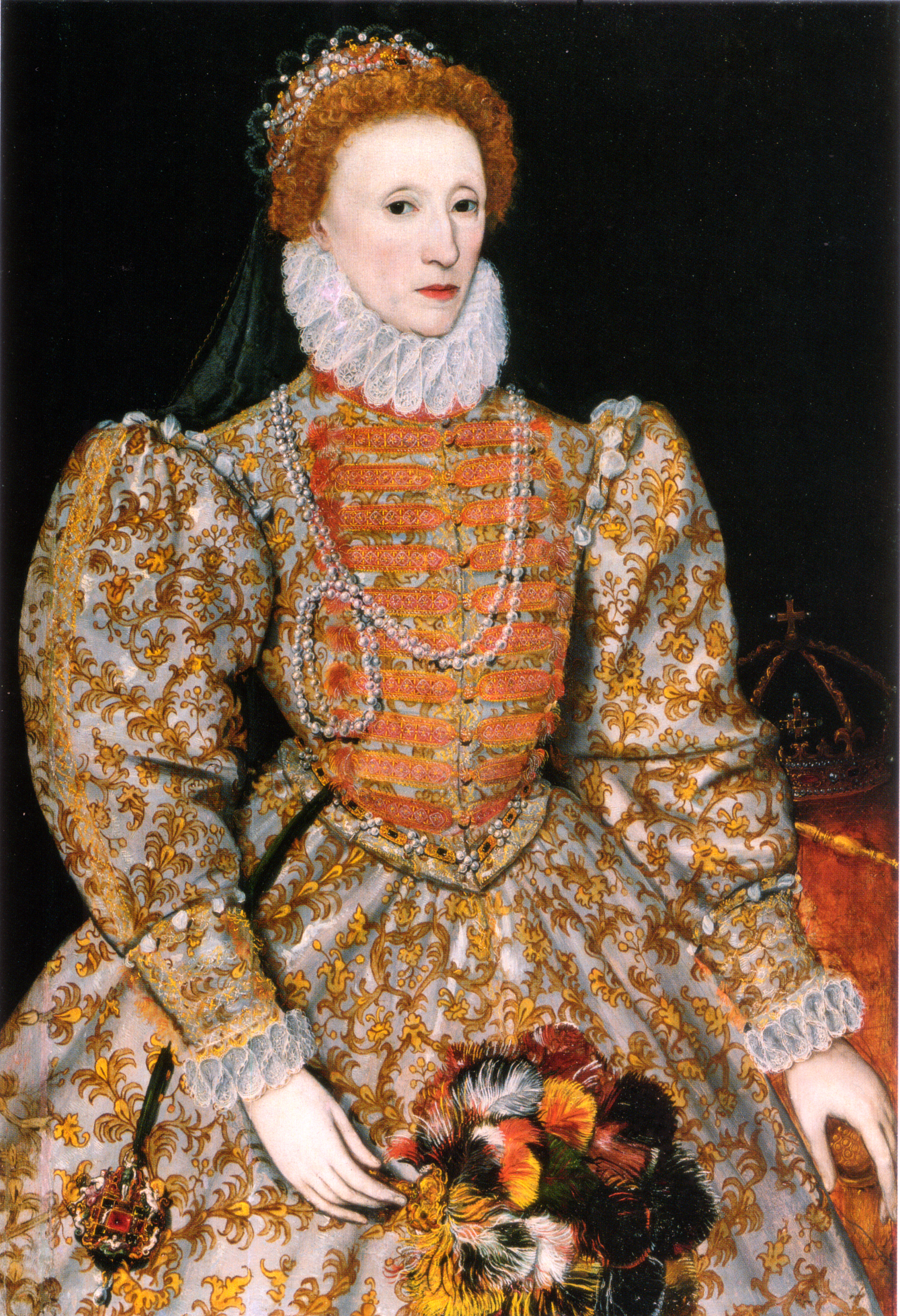
Élisabeth Ire, reine d'Angleterre.

En Angleterre à la fin du XVIe siècle, la comédie élisabéthaine, nourrie d'observations, est dominée par William Shakespeare, mais elle vaut aussi des succès à Ben Jonson, Francis Beaumont et John Fletcher, Thomas Middleton, Thomas Dekker.
La comédie élisabéthaine avait un sens très différent de la comédie moderne.
Une comédie de Shakespeare est celle qui a une fin heureuse, impliquant généralement les mariages entre les personnages non mariés, et un ton et un style qui est plus léger que les autres pièces de Shakespeare.